# Édition phonographique
Ne doit pas être confondu avec Édition musicale.
L'édition phonographique est la branche de l'édition consacrée à la production et à la distribution des enregistrements musicaux sur support physique (disques, cassettes, etc.) ou en téléchargement.
Elle comprend également « les activités d’exploitation des droits (copyright) associés aux compositions musicales, de promotion, d’autorisation et d’utilisation de ces compositions dans des enregistrements, à la radio, à la télévision, dans des films, des spectacles, sur des supports imprimés ou dans d’autres médias », en propre ou pour le compte des détenteurs des droits de propriété intellectuelle.